# Jason Jamerson
Jason Jamerson (* 8. Januar 1986 in Muncie) ist ein ehemaliger US-amerikanischer Basketballspieler.

## Werdegang
Der aus Muncie im US-Bundesstaat Indiana stammende Jamerson besuchte die ortsansässige Burris Laboratory High School. Er erzielte in seiner Zeit an der Grand Valley State University 303 Dreipunktwürfe, setzte sich mit diesem Wert in der Rekordliste der Hochschulmannschaft an die Spitze. 2016 wurde er in Anerkennung seiner Leistungen als Basketballspieler in die Ruhmeshalle der Universität aufgenommen.
Als Berufsbasketballspieler stand Jamerson 2008/09 beim französischen Zweitligisten Saint Vallier Basket Drôme unter Vertrag und erzielte in 18 Einsätzen im Durchschnitt 9,8 Punkte. In Deutschland verbrachte er jeweils ein Spieljahr bei den Zweitligisten Saar-Pfalz Braves und Paderborn Baskets sowie beim Drittligisten Giants Nördlingen. 2011/12 belegte er als Spieler der Nördlinger und einem Durchschnitt von 22,3 Punkten je Begegnung den zweiten Platz der Korbschützenliste der 2. Bundesliga ProB.
Zum Abschluss seiner Laufbahn als Berufsbasketballspieler stand Jamerson in Marokko unter Vertrag. Er kehrte in sein Heimatland zurück und wurde als Trainer tätig. An der Davenport University im Bundesstaat Michigan hatte Jamerson zwei Jahre eine Stelle als Assistenztrainer inne. 2017 wechselte er zu einem Unternehmen, das Wechsel von Jugendleistungssportlern an US-Hochschulen anbahnt.